# Ардатов, Анатолий Григорьевич
Анато́лий Григо́рьевич Арда́тов  (4 июля 1946 — 3 июля 2005) — советский и российский писатель-поэт, прозаик, автор книг стихов и детективных романов. Руководитель литературного объединения «Молодая Волга», литературный консультант куйбышевской газеты «Волжский комсомолец». Член Союза писателей СССР с 1979 года.

## Биография
Родился в СССР в городе Чапаевске (ныне Самарская область), бо́льшую часть жизни прожил в Куйбышеве, в доме № 3 на проспекте Ленина. Окончил Куйбышевский политехникум связи, после чего работал монтёром на междугородной телефонной станции.
Первые стихотворения Ардатов опубликовал в 1963 году. В 1966 году он победил во Всесоюзном конкурсе молодых поэтов. В 1968 году вышел его первый сборник, «Стихи». Произведения Ардатова широко публиковались в журналах и коллективных изданиях, а также в Куйбышеве, Саратове, Астрахани, Волгограде, Москве, переводились на иностранные языки. Ардатов стал лауреатом губернской литературной премии, в 1979 году стал членом Союза писателей СССР.
В течение долгого времени Ардатов был литературным консультантом местной газеты «Волжский комсомолец» и руководителем литературного объединения «Молодая Волга». В последние годы жизни работал составителем и редактором литературной колонки «Живое слово» в газете «Волжская коммуна».
В 1989 году стал составителем сборника стихотворений «День поэзии». После его смерти, в 2010 году, в Самаре было выпущено новое издание сборника «День поэзии — 2010», в который вошли в том числе и стихотворения Ардатова.